# Antonio Cristiani
Antonio Cristiani (Bologna, 6 giugno 1925 – Pisa, 19 gennaio 2007) è stato un avvocato e giurista italiano.

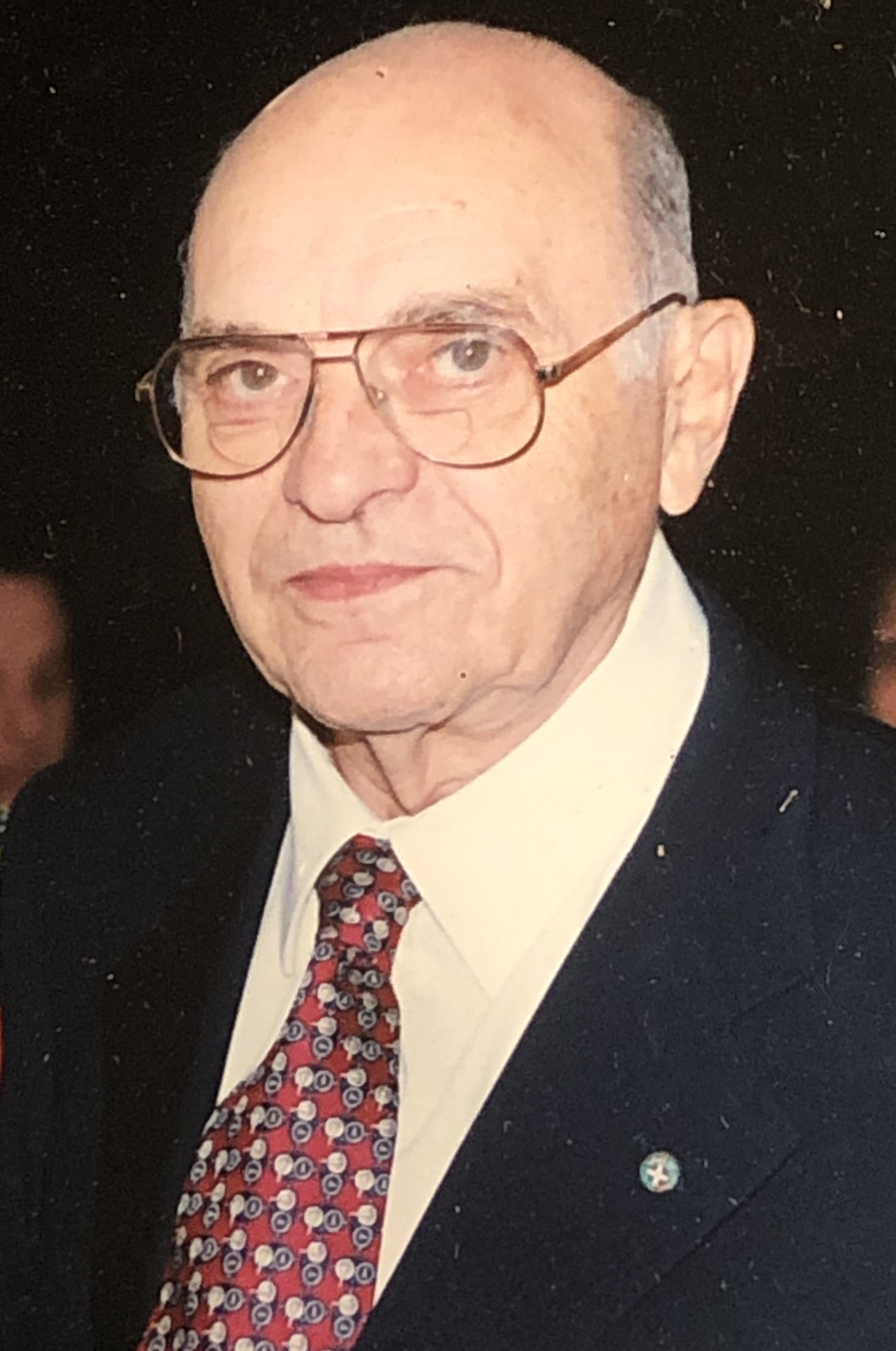

Nel corso della carriera di avvocato penalista è stato protagonista di numerosi processi tra cui il Maxiprocesso di Palermo e il processo a Mamma Ebe. Già professore ordinario di procedura penale presso l'Università di Pisa, ha ricoperto alcune cariche pubbliche tra cui quella di membro del Consiglio Superiore della Magistratura.

## Biografia
Nato a Bologna nel 1925, dopo la laurea con lode in Giurisprudenza conseguita presso l'Università di Pisa nel 1947, inizia la carriera forense ed universitaria seguendo le orme del padre Gino, già avvocato del Foro pisano, e del nonno Emilio Costa, professore all'Università di Bologna. 
Dal 1961 assume la cattedra di Procedura Penale presso l'Università di Pisa, che manterrà fino al 1997. Continua a svolgere l'attività di avvocato penalista fino alla sua scomparsa nel 2007 a seguito di una breve malattia. 

### Attività forense
Inizia l'attività di avvocato penalista dal 1949 insieme al padre Gino nello studio di Pisa, che rimarrà la base della sua attività per tutta la carriera e in cui verrà in seguito affiancato dalle figlie.   
Partecipa a numerosi processi di rilevanza nazionale come il Maxiprocesso a Cosa Nostra, il processo a Mamma Ebe, il processo Marzollo, il processo Elena Luisi.   
Esercita la professione con passione fino alla data della sua scomparsa, si ricorda un frase tratta da uno dei suoi ultimi libri "se rinascessi farei l'avvocato penalista".  
Gli è stata intitolata la Camera Penale di Pisa.

### Attività universitaria
Nel 1956 consegue l’abilitazione alla libera docenza in Diritto penale, dall’anno 1960-61 al 1983 ricopre l’incarico di insegnamento di “Procedura penale” nella Facoltà di Giurisprudenza dell’Università di Pisa. Vincitore di concorso alla cattedra di Istituzioni di diritto e procedura penale, dopo un breve periodo presso l’Università di Siena, nel 1986 viene nominato professore ordinario di procedura penale presso la Facoltà di Giurisprudenza dell’Università di Pisa, ruolo che ricopre fino al 1997. 
È insignito dell'Ordine del Cherubino nel 1994. 
Parallelamente alla carriera forense ed universitaria produce numerose opere monografiche tra cui, nel 1989, il primo manuale esplicativo e interpretativo edito a seguito dell'introduzione del nuovo Codice di Procedura Penale.

### Attività pubblica
Sviluppa fin dall'adolescenza la passione politica per i valori liberali e democratici, in contrapposizione al regime fascista. Partecipa attivamente alla campagna per il referendum istituzionale del 2 Giugno 1946 come sostenitore della forma di governo repubblicana e prosegue successivamente l'attività politica tra le file del Partito Socialista Democratico Italiano. 
Ricopre cariche pubbliche tra cui quella di Consigliere Comunale, Consigliere Provinciale, Assessore alla Pubblica Istruzione del Comune di Pisa, Presidente dell'Ente del Turismo, Presidente della Fondazione e membro del Consiglio di Amministrazione della Cassa di Risparmio di Pisa.
Nel 1978 è eletto dal Parlamento tra gli 8 membri laici del Consiglio Superiore della Magistratura.
Dal 1985 è iscritto nell’elenco dei giudici aggregati della Corte Costituzionale, per gli ipotetici giudizi d’accusa al Capo dello Stato.

## Pubblicazioni

### Testi giuridici
- Le omissioni del medico e il giudizio penale, Giappichelli, 2006. ISBN 9788834864036
- Pratica penale forense. Profili sostanziali, Giappichelli, 2004. ISBN 9788834844748
- Diritto penale delle società e del credito, Giappichelli, 2003. ISBN 8834825179
- Guida alle indagini difensive nel processo penale, Giappichelli, 2001. ISBN 9788834811269
- Guida alle nuove norme sull’usura, Giappichelli, 1996. ISBN 9788834862223
- Misure cautelari e diritto di difesa, Giappichelli, 1995. ISBN 9788834851982
- Nuovo Vademecum del difensore nel nuovo processo penale, Giappichelli, 1994. ISBN 9788834842157
- Le modifiche al nuovo processo penale e la giurisprudenza costituzionale, Giappichelli, 1993. ISBN 9788834830123
- Vademecum del difensore nel nuovo processo penale, Giappichelli, 1991. ISBN 9788834804735
- Manuale del nuovo processo penale, Giappichelli, 1989 e 1991. ISBN 9788834804766
- La discrezionalità dell’atto nel processo penale, Giuffrè, 1985. ISBN 9788814007453
- Istituzioni di diritto e procedura penale, Giuffrè, 1983. ISBN 9788814037054
- L’applicazione di “disposizioni più favorevoli all’imputato” in Cassazione, Giuffrè, 1979.
- La revisione del giudicato nel sistema del processo penale italiano, Giuffrè, 1970.
- Profilo dogmatico dell’errore su legge extrapenale, Nistri-Lischi, 1955. ISBN 9788883811975
- Il delitto di falsità personale, CEDAM, 1955.

### "Pensieri in libertà"
- Il binocolo rovesciato, Nistri Lischi, 2000. ISBN 9788883813887
- Un giullare a palazzo di giustizia, Giuffrè Editore, 1999. ISBN 9788814077388
- La bilancia delle illusioni, Giuffrè Editore, 1995. ISBN 9788814054679